# Dabiq (časopis)
Dabiq byl název propagandistického časopisu Islámského státu pojmenovaný podle stejnojmenné vesnice v severní Sýrii, který je distribuován pro anglicky mluvící obyvatelstvo po internetu. Jeho první díl vyšel 5. července 2014 po vyhlášení takzvaného chalífátu, vedeného Abú Bakrem al-Bagdádím. Časopis obhajuje radikální islám,[zdroj⁠?!] apokalyptické vidění světa a vyzývá všechny muslimy k připojení k Islámskému státu. V říjnu 2016 bylo město Dábik dobyto Tureckem podporovanými povstalci a Islámský stát přestal ve své propagandě využívat jeho název.

## Motto časopisu
Každé vydání časopisu Dabiq obsahuje hlavní motto:
 "Jiskra byla zažehnuta zde v Iráku a síla jejího plamene bude nadále růst, a to - s Alláhovým svolením - dokud nespálí křižácká vojska u Dabiqu."
Motto časopisu Dabiq

## 1.díl - Návrat Chalífátu
První díl, nazvaný Návrat Chalífátu, se zabývá především politickými tématy, založením IS a tradicemi o apokalyptických bitvách.
Dabiq komentuje vyhlášení chalífátu (str. 6-7 a 34-41) a tvrdí, že se jedná o jediný pravý islamistický stát na světě. Muslimové po celém světě mají prý povinnost odpovědět na volání chalífátu a mají vykonat Hidžru ("exodus") na území Islámského státu (str. 11). Je také podporováno černobílé vidění světa, když je prezentována teorie dvou táborů - buď stojíte na straně Islámského státu a Alláha, nebo stojíte na straně západních křižáků, židů a nevěřících (str. 10).
Dabiq také věnuje pozornost kmenům v Iráku a popisuje jejich "spolupráci" s Islámským státem (str. 12-15 a 48-49). Velká část prvního vydání Dabiqu se také věnuje fotoreportážím z dobytých měst (str. 16 - 19 a 42-47) a vysvětlení principu chalífátu. Ten IS odvozuje od proroka Abraháma, který je muslimy považován za praotce; viz Proroci islámu (str. 20-29). Jako součást chalífátu je také propagován džihád a absolutní poslušnost zákonu šaría (str. 30-31).
Dabiq se také v každém díle zaměřuje na "Slova nepřítele", tedy většinou prohlášení západních představitelů. V případě prvního vydání časopisu jde o CATO institut a některé představitele OSN (str. 32-33).
Úvod i závěr celého časopisu je vyhrazen apokalyptickým příběhům a tradicím, pocházejícím z úst proroka Mohameda. Ta prorokují zánik křižáckých vojsk u Dábiku, a to právě rukou věrných islámských džihádistů (str. 2-3 a 50). Toto proroctví je uznáváno značnou částí muslimů na světě.

## 2.díl - Potopa
Druhý díl časopisu Dabiq, nazvaný Potopa (podle Noeho biblické potopy), vyšel 27. července 2014 a oproti prvnímu dílu, který se věnoval boji proti sekularismu a demokracii, pojednává o náboženských aspektech džihádu.
Islámský stát obsáhle vysvětluje, jak se svět nevěřících vkradl do hlavy běžných muslimů a způsobil jejich odpadnutí od pravého islámu. Toto odpadnutí bylo údajně prorokováno Mohamedem. Neschopní a odpadlí muslimové jsou přirovnáváni ke "100 velbloudům, z nichž žádný není vhodný k cestování". Druhé vydání Dabiqu také silně kritizuje nejen demokracii, ale samotnou nauku o "svobodě volby", kterou považuje za aroganci nevěřících. Podle ideologie IS totiž Bůh nedává "svobodu si vybrat", nýbrž "přikazuje, co je správné". Jako příklad uvádí Noeho potopu (viz Proroci islámu), při níž byli všichni nevěřící vyhlazeni ze země a přežilo jen několik málo věřících okolo proroka Noeho.
Časopis jasně tvrdí, že světová potopa není mytickým příběhem, ale skutečnou historickou událostí. IS dokonce zmiňuje archeologické výzkumy a historii hory Ararat, kde se údajně až do středověku nacházely trosky Noeho gigantické lodi. Jako důkaz o tomto zázraku uvádí Alláhova slova v Koránu:
<Bůh mluví k Mohamedovi> "A naložili jsme Noeho na loď postavenou z prken a palmových vláken, aby plula pod naším zrakem v odměnu tomu, jenž byl tak odvržen (Noe). A ponechali jsme ji jako znamení. Což není nikoho, kdo připomněl by si to nyní? A jaký byl Můj trest a Mé varování?" 
Korán 54:13-16
IS se v druhém vydání soustředí na vyvrácení pacifismu a dokázání toho, že prorok Mohamed kázal džihád, nikoliv pacifismus.

## 3.díl - Volání k Hidžře
Třetí díl časopisu Dabiq, nazvaný Volání k Hidžře, vyšel 10. září 2014 a je pojednává především o tom, proč a jak by měli mladí lidé odejít z Evropy a připojit se k Islámskému státu v Iráku a Lévantě. Vydání také prezentuje oficiální vysvětlení IS ohledně popravy Jamese Foleyho a vyvraždění některých kmenů v Sýrii či Iráku.
Islámský stát se zříká zodpovědnosti za Foleyho smrt a tvrdí, že jeho propuštění selhalo kvůli leteckým útokům USA. Podobně svalují vinu na kmen Šuajat, který se nejdříve Islámskému státu vzdal, ale poté zabil jeho hlídky a snažil se spojit s nepřítelem (oficiální iráckou armádou). Trestem bylo zastřelení všech mužů a rozdělení jejich žen mezi otroky a konkubíny.